# Mario Donati

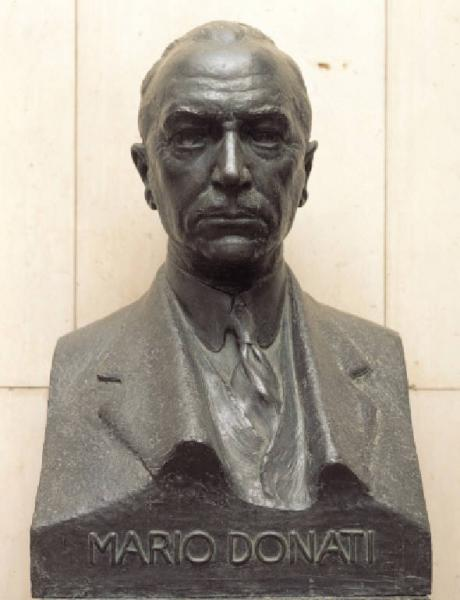
busto di Mario Donati

Mario Donati (Modena, 24 febbraio 1879 – Milano, 21 gennaio 1946) è stato un chirurgo italiano.

## Biografia
Considerato il più prestigioso chirurgo italiano tra le due guerre, nacque da Cesare, consigliere del comune di Modena e della Banca Popolare di Modena, e da Carolina Mortara. La famiglia Donati faceva parte della Comunità Ebraica di Modena dal 1606. Il fratello Pio Donati fu parlamentare socialista dal 1919 al 1923 ed antifascista.
Compì i suoi studi medici a Modena e Torino, dove si laureò con pieni voti il 17 luglio 1901 nella clinica chirurgica diretta da Antonio Carle (1854-1927). Intraprese la carriera medica sotto la guida di Carle, diventando assistente ordinario dello stesso nel 1902, aiuto chirurgo nel 1909 e conseguendo la libera docenza in Patologia chirurgica nel 1905 e in Clinica chirurgica nel 1911.
Nel 1905 scrisse la sua tesi di dottorato sulla "Chirurgia dell'Ulcera Gastrica e dei Postumi della Medesima", basata sui risultati chirurgici di Carle.
Nel 1912 ottenne la cattedra di Patologia chirurgica all'Università degli Studi di Cagliari e dopo pochi mesi la stessa cattedra a Modena, dove divenne direttore della clinica chirurgica fino al 1922, quando fu chiamato all'Università degli Studi di Padova alla cattedra di Clinica chirurgica, succedendo ad Edoardo Bassini.
Nel 1928 si trasferì a Torino dove sostituì Carle, morto nel 1927, e nel 1933 passò a dirigere la cattedra di Clinica chirurgica dell'Università degli Studi di Milano. In questi anni prese come allievo Renzo Pecco, col quale instaurò una duratura amicizia. Nel 1938 a causa delle leggi razziali fasciste, nonostante si fosse battezzato, venne allontanato dalla clinica milanese. Proseguì l'attività in cliniche private fino all'ottobre del 1943 quando dovette rifugiarsi in Svizzera a causa della deportazione nazista degli ebrei.
Fu ospite a Lugano del collega F. Pedotti, primario chirurgo dell'Ospedale di Lugano, poi fu chiamato dalle autorità svizzere a Ginevra, dove ebbe l'incarico di insegnamento presso il campo universitario di internamento militare istituito dall'Università di Ginevra per i profughi e i rifugiati italiani.
Nel 1945 Donati tornò a Milano dove fu reintegrato nel ruolo di professore universitario e direttore della clinica chirurgica nel padiglione Zonda dell'ospedale Policlinico.
Morì pochi mesi dopo, mentre rientrava in casa all'età di 67 anni.
Nel necrologio di Donati il Collegio Internazionale dei Chirurghi lo descrisse come segue: “a causa della sua intelligenza, energia, originalità e brillantezza, divenne il leader della chirurgia italiana; nel campo accademico le sue lezioni furono considerate modelli di chiarezza e convinzione. Ha ottenuto a ragione un posto tra i più famosi tra i maestri clinici della chirurgia di tutti i tempi”.

## Incarichi e pubblicazioni
Fu preside della facoltà di medicina e chirurgia dell'Università di Modena dal 1923 al 1928 e di quella di Milano nel 1936, presidente della Società italiana di chirurgia nel 1925-26 e della Società italiana di ortopedia nel 1926-27, membro del Consiglio Superiore della Pubblica Istruzione dal 1923 al 1928 e della sua giunta esecutiva dal 1926 al 1928; fu presidente dell'Ordine dei medici della provincia di Torino (1930-32), fondatore e presidente della Società piemontese di chirurgia (1931), della Società lombarda di Chirurgia (1933), della Società radio-neurochirurgica italiana (1934).
Nel 1919 fondò il periodico Archivio italiano di chirurgia e nel venticinquesimo anniversario di insegnamento nel 1938 gli furono tributate grandi onoranze con 600 pubblicazioni scientifiche inviate da colleghi, raccolte in cinque volumi del periodico.
Pubblicò più di 200 articoli scientifici. Oltre alle chirurgia addominale si occupò di urologia, ematologia e oncologia. Il suo Trattato di chirurgia dell'addome fu molto considerato e conosciuto.
Dopo la sua morte i colleghi istituirono la Fondazione Donati che acquisì e gestì la sua ricchissima biblioteca; nel 1970 essa fu donata alla Biblioteca dell'Ospedale Maggiore di Milano.